# 施勒特尔月谷

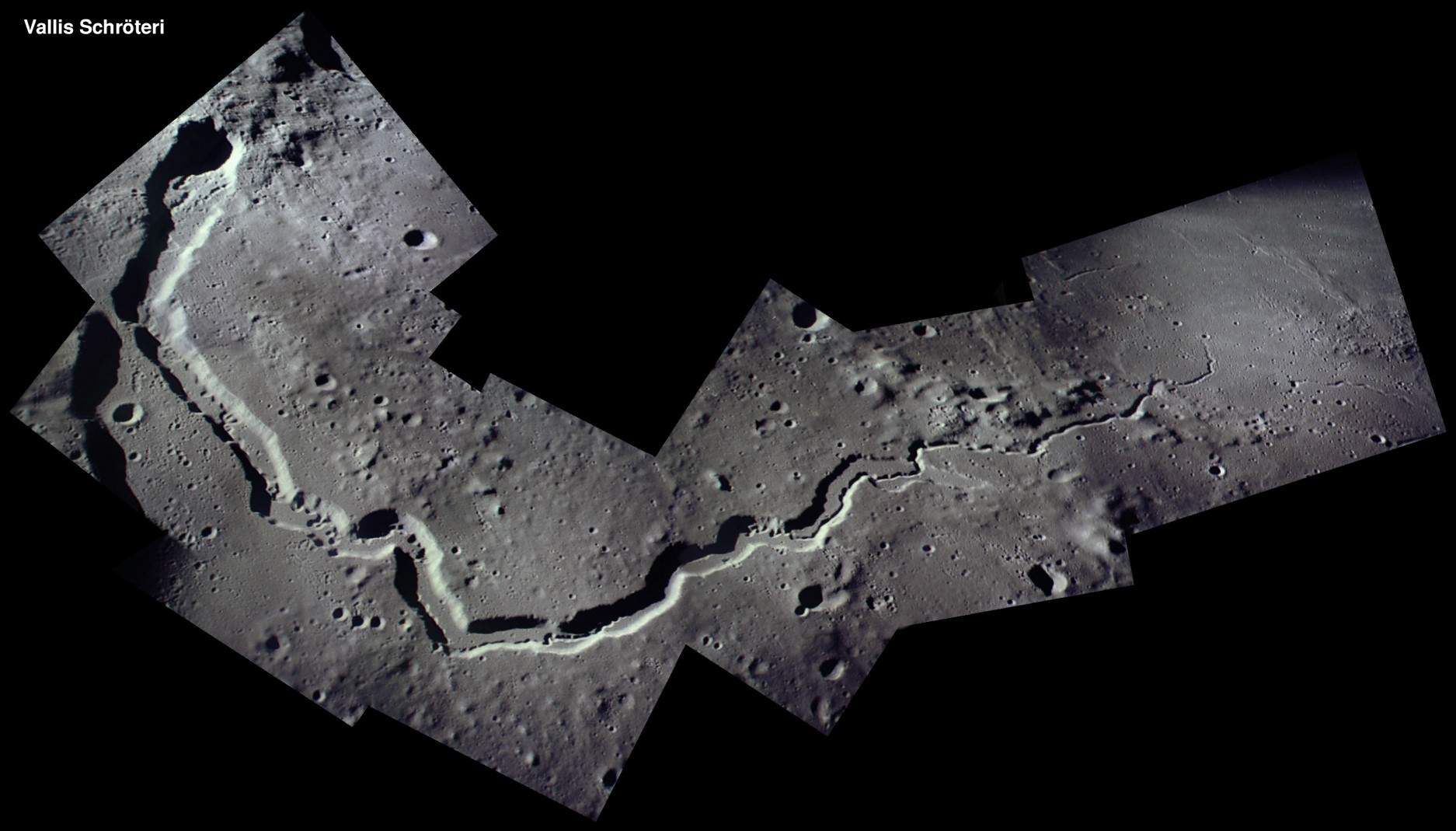
月谷的谷底，阿波罗15号航拍拼图

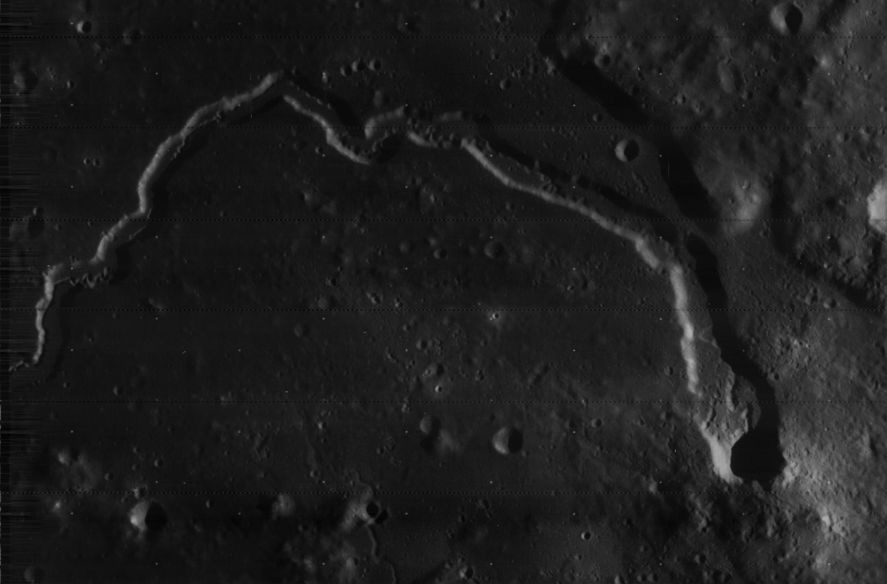
月球轨道器4号拍摄的图像(上为北方)

施勒特尔月谷，通常称呼的拉丁名为"Vallis Schröteri"，是月球正面一条蜿蜒的月谷或月溪。它位于一隆起的大陆区，有时也称作"阿里斯塔克斯高原"(Aristarchus plateau)，其南面和西面被风暴洋、西北被雨海所包围，该区域的南部边缘坐落着阿里斯塔克斯环形山和希罗多德陨石坑。
它是月球上最大的弯曲月溪，起始于希罗多德陨石坑以北25公里处一座直径6公里的陨石坑(由于它形似蛇状，所以月谷起点处被一些观察者称为"眼镜蛇首")。从该陨石坑开始，它循着一条曲折的路线，先是向北，然后朝东北延伸一段距离，再折回南方，最终抵达风暴洋边缘1.6公里高的断崖处。该月谷最大宽度约10公里，然后逐渐收窄，其终点附近谷宽不到1公里。
该月谷被认为起源于火山，谷底地表已被重新改动，且非常平坦，此外，月谷内还有一条更细长的月溪，从地球上在视线条件良好的情况下，使用性能较好的望远镜可观看到。
已观察到该月谷多处存在月球瞬变现象。
该月谷的月面座标为北纬26.2°、西经50.8°(26°12′N 50°48′W / 26.2°N 50.8°W)，它的最大直径为168公里，以德国天文学家约翰·希罗尼穆斯·施罗特的名字命名。
它曾经被作为阿波罗18号任务的一个后备着陆点